# Praetor
Een praetor (tegenwoordig ook gespeld als pretor) was een belangrijk magistraat in het Romeinse Koninkrijk en in de Romeinse Republiek. De naam praetor kan letterlijk vertaald worden als "voorganger" en heeft mogelijk een militaire oorsprong. Praetores waren geen beroepsrechters, maar duidden een iudex of rechter aan, die de rechtszaak behandelde.

## Praetor Maximus
Oorspronkelijk ging deze magistratuur terug tot de koningstijd, toen er één Praetor Maximus was, die vlak onder de koning stond. Mogelijk nam deze Praetor Maximus na de verdrijving van de koningen als eerste het imperium over van de rex (koning). 

Mogelijk werden er later twee Praetores Maximi aangesteld, die dan later Consules genoemd zouden worden.

## Consuls en praetoren
Later tijdens de republiek (ten laatste in 367 v.Chr.) werd aan de, nu twee, hoogste gezagdragers de titel van Consul toegekend. Deze werden bijgestaan door een praetor met iurisdictio (d.i. de bevoegdheid om recht te spreken), die hun collega minor werd in 367 v.Chr. De praetor was oorspronkelijk een patriciër, maar later zou ook dit ambt - zoals dat van Consul - opengesteld worden voor de plebejers. Ze werden verkozen door de Comitia Centuriata.

### Praetor urbanus en praetor peregrinus
Rond ongeveer 242 v.Chr. werd het ambt van praetor opgesplitst om beter de privaat- en strafrechtelijke rechtspleging te regelen: een praetor urbi, praetor urbis of praetor urbanus en een praetor peregrinus. Ze hielden zich respectievelijk bezig met de rechtspraak over burgers van de stad (Urbs) Rome en de rechtspraak over buitenlanders (peregrini) en tussen burgers en buitenlanders.

### Praetoren voor de provincie
De eerste provinciae die Rome op Carthago veroverde, Sicilia en Sardinia, kregen ook een praetor als provinciegouverneur. Later zou deze bevoegdheid overgeheveld worden naar promagistraten.

### Van vier naar acht tot zestien praetoren
In 180 v.Chr. bepaalde de Lex Villia annalis dat men pas praetor werd na de leeftijd van veertig te hebben bereikt. Niet veel later werd de Praetor Urbanus aangewezen als voorzitter van de nieuw opgerichte quaestiones die over provinciegouverneurs moesten oordelen. Tezelfdertijd werden de praetoren die de provincies Sicilia en Sardinia bestuurden afgeschaft en vervangen door propraetores.

Een praetor stond direct onder de consuls in de cursus honorum, de lijst die in 82 v.Chr. door Sulla werd opgesteld om de hiërarchie vast te stellen. Er waren onder Lucius Cornelius Sulla acht praetoren: zes aan het hoofd van de permanente rechtbanken (kiesrecht, hoogverraad, verduistering, strafzaken, geweldszaken tegen de staat en afpersing) en de Praetor Urbanus en Praetor Perigrinus. Dit aantal nam geleidelijk toe tot zestien onder Gaius Julius Caesar.

## Edictum praetoris
Elk jaar vaardigden de praetoren een edictum uit waarin ze een soort van beleidsaankondiging deden. Ze konden in hun edict exceptiones (uitzonderingen) inbouwen, vergezeld van formulae om de traditionele legis actiones te omzeilen, om bepaalde foutjes of onrechtvaardigheden in de leges (wetten) recht te zetten. Met het edictum perpetuum van Hadrianus kwam er een eind aan deze wetgevende activiteiten van de praetoren. Voortaan werd ieder jaar hetzelfde edict afgekondigd en mocht men enkel de vastgelegde bepalingen interpreteren.

## Regalia van de praetoren
Praetoren zaten op een sella curulis wanneer ze recht spraken, wat verwijst naar hun aloude waardigheid (maiestas) nog stammend uit de koningstijd van Rome. Ze hadden recht op zes lictores en mochten een toga praetexta (d.i. een toga met purperen zoom) dragen. 